# Xie Zhenye
Xie Zhenye (chinesisch 謝 震業 / 谢 震业, Pinyin Xiè Zhènyè; * 17. August 1993 in Keqiao) ist ein chinesischer Leichtathlet, der sich auf den Sprint spezialisiert hat. Er ist Inhaber des Asienrekordes im 200-Meter-Lauf und gewann mit der chinesischen 4-mal-100-Meter-Staffel die Bronzemedaille bei den Olympischen Sommerspielen 2020 sowie eine Silbermedaille bei den Weltmeisterschaften 2015. Zudem gewann er zahlreiche Medaillen auf kontinentaler Ebene und zählt damit zu den erfolgreichsten Sprintern des Kontinents.

## Sportliche Laufbahn
Erste internationale Erfahrungen sammelte Xie Zhenye bei den 2010 erstmals ausgetragenen Olympischen Jugendspielen in Singapur, bei denen er im 200-Meter-Lauf in 21,22 s die Goldmedaille gewann und mit der gemischten Sprintstaffel auf Rang fünf lief. Zwei Jahre später siegte er auch bei den Juniorenasienmeisterschaften in Colombo in 21,15 s über 200 Meter und gewann im 100-Meter-Lauf in 10,54 s die Silbermedaille. Damit qualifizierte er sich für die Juniorenweltmeisterschaften in Barcelona, bei denen er mit in 10,49 s auf Rang acht über 100 Meter und in 20,66 s auf Rang fünf über 200 Meter gelangte. Über 200 Meter nahm er zudem erstmals an den Olympischen Spielen in London teil und schied dort mit 20,69 s in der ersten Runde aus. 2013 siegte er über diese Distanz bei den Asienmeisterschaften und sicherte sich die Bronzemedaille in der 4-mal-100-Meter-Staffel, kam aber bei den Weltmeisterschaften in Moskau erneut nicht über die erste Runde hinaus. Bei den IAAF World Relays 2014 auf den Bahamas belegte er mit der 4-mal-100-Meter-Staffel im B-Finale den dritten Platz während er mit der 4-mal-200-Meter-Staffel auf den siebten Platz gelangte. Im Oktober siegte er bei den Asienspielen im südkoreanischen Incheon in der 4-mal-100-Meter-Staffel und stellte über 200 Meter mit 20,74 s im Vorlauf einen neuen Landesrekord auf, wurde aber im Halbfinale wegen eines Fehlstartes disqualifiziert.
Bei den IAAF World Relays 2015 wurde er mit der 4-mal-200-Meter-Staffel disqualifiziert und gelangte auch mit der 4-mal-100-Meter-Staffel nicht bis in das Finale. Über 100 Meter belegte er bei den Asienmeisterschaften in Wuhan in 10,25 s den vierten Platz und qualifizierte sich über 200 Meter erneut für die Weltmeisterschaften in Peking, bei denen im Vorlauf disqualifiziert wurde. Im 4-mal-100-Meter-Staffelbewerb gewann er in 38,01 s die Silbermedaille hinter der Mannschaft aus Jamaika. Im Vorlauf stellte das chinesische Quartett in der Besetzung Mo Youxue, Xie, Su Bingtian und Zhang Peimeng mit 37,92 s einen Asienrekord auf. 2016 wurde Xie bei den Hallenweltmeisterschaften in Portland in 6,53 s Vierter im 60-Meter-Lauf und qualifizierte sich über 100 Meter für die Olympischen Spiele in Rio de Janeiro, bei denen er mit 10,11 s im Halbfinale ausschied. Zudem gelangte er mit der chinesischen Stafette in 37,90 s im Finale auf den vierten Platz. Bei den IAAF World Relays 2017 gewann er in 39,22 s die Bronzemedaille mit der 4-mal-100-Meter-Staffel. Bei den Weltmeisterschaften in London gelangte er über 100 Meter bis in das Halbfinale, in dem er mit 10,28 s ausschied. Mit der Staffel kam er wie auch bei den Olympischen Spielen auf Rang vier. Im Jahr darauf wurde er bei den Hallenweltmeisterschaften in Birmingham mit 6,52 s erneut Vierter.
2019 gewann er bei den Asienmeisterschaften in Doha mit 20,33 s seinen zweiten Kontinentaltitel und wurde mit der Staffel im Finale disqualifiziert. Ende September nahm er ein weiteres Mal an den Weltmeisterschaften in Doha teil und schied dor über 100 Meter mit 10,14 s im Halbfinale aus, während er über 200 Meter in 20,14 s im Finale auf Rang sieben gelangte. Zudem kam er in der Staffel im Vorlauf zum Einsatz. 2021 schied er bei den Olympischen Sommerspielen in Tokio mit 10,16 s in der ersten Runde über 100 Meter aus, während er über 200 m mit 20,45 s im Semifinale ausschied. Zudem wurde er im Staffelbewerb in 37,79 s Vierter. Durch die nachträgliche Disqualifikation der britischen Mannschaft rückte das chinesische Quartett auf den Bronzerang vor. Im Jahr darauf schied er bei den Weltmeisterschaften in Eugene mit 20,41 s im Halbfinale über 200 Meter aus und verpasste mit der Staffel mit 38,83 s den Finaleinzug mit der Staffel. 2023 gewann er bei den Asienmeisterschaften in Bangkok in 38,87 s gemeinsam mit Wu Zhiqiang, Chen Jiapeng und Chen Guanfeng die Silbermedaille hinter dem thailändischen Team und belegte in 20,66 s den vierten Platz über 200 Meter. Ende September siegte er in 9,97 s über 100 Meter bei den Asienspielen in Hangzhou und gewann auch mit der Staffel in 38,29 s gemeinsam mit Chen Guanfeng, Yan Haibin und Chen Jiapeng die Goldmedaille. Bei den World Athletics Relays 2024 auf den Bahamas gelangte er mit 38,75 s auf den sechsten Platz und sicherte damit dem Team einen Startplatz bei den Olympischen Sommerspielen in Paris, bei denen er mit 38,06 s im Finale den siebten Platz belegte. Zudem schied er über 100 Meter mit 10,16 s in der ersten Runde aus.
2025 erreichte er bei den Hallenweltmeisterschaften in Nanjing das Finale über 60 Meter und belegte dort in 6,58 s en vierten Platz.
In den Jahren 2012, 2014 und 2015 sowie 2020, 2021 und 2023 wurde Xie chinesischer Meister im 200-Meter-Lauf sowie 2014 und 2017 sowie 2020 und 2023 auch über 100 Meter. 2025 wurde er Hallenmeister über 60 Meter.

## Persönliche Bestzeiten
- 100 Meter: 9,97 s (+0,9 m/s), 19. Juni 2018 in Montreuil
- 60 Meter (Halle): 6,52 s, 3. März 2018 in Birmingham
- 200 Meter: 19,88 s (+0,9 m/s), 21. Juli 2019 in London (Asienrekord)
  - 200 Meter (Halle): 20,93 s, 7. März 2013 in Nanjing